# Gilchristella aestuaria
Genre
Espèce
Synonymes
- Spratelloides aestuarius Gilchrist, 1913[1]

Statut de conservation UICN

 LC  : Préoccupation mineure
Gilchristella aestuaria est une espèce de poissons de la famille Clupeidae présente au large des côtes d'Afrique australe. C'est la seule espèce du genre Gilchristella qui a été nommé en hommage à l'ichtyologiste sud-africain John Dow Fisher Gilchrist (1866-1926). Ce poisson abondant en de nombreux endroits ne semble pas particulièrement menacé et l'Union internationale pour la conservation de la nature (UICN) le classe parmi les espèces de « préoccupation mineure ».

## Description
G. aesturia mesure généralement 10 cm à l'âge adulte. L'extrémité avant de sa tête est pointue ; la mâchoire inférieure est légèrement saillante et comprend, comme la mâchoire supérieure, une rangée de petites dents. Le poisson vit jusqu'à 6 ans.

## Répartition géographique et habitat
La présence de l'espèce est confirmée en Afrique du Sud, en Namibie et au Mozambique. G. aesturia occupe des habitats marins ou d'eau douce : on le trouve principalement dans des estuaires fermés ou ouverts, dans des lagons, mais également dans de larges fleuves ainsi que dans des lacs. Il tient une place importante dans l'écosystème des estuaires sud-africains : assez similaire à la sardine, ce poisson vivant en banc est un important maillon de la chaîne alimentaire puisqu'il est la proie de gros poissons ainsi que d'oiseaux d'eau.